# Митавская марка
Митавская марка (латыш. Jelgavas marka) — денежные знаки, или долговые расписки Митавского органа городского самоуправления, которые были введены в обращение 12 августа 1915 года.

## История
В 1914 году немецкие войска заняли часть Курляндии с городом Митава (Елгава). 12 августа 1915 года были выпущены первые денежные знаки города Митавы, более известные как долговые расписки Митавского городского самоуправления (латыш. Jelgawas pilsehtas walde), о чём свидетельствуют надписи на латышском языке на аверсе купюры и немецком на реверсе. Известны купюры только двух номиналов: 5 пфеннигов и 100 марок. Параллельно с митавской маркой в обращении находились немецкие марки, митавские рубли, ост-рубли. Кроме того, неофициально в обращении был также рубль Российской империи. Банкноты изготавливались в местной типографии. Количество денежных знаков — неизвестно.